# Mafia irlandese
La mafia irlandese (in inglese: Irish Mob) è un'organizzazione criminale di stampo mafioso operante in Irlanda, ove risiedono i nuclei più attivi ed antichi, nel Regno Unito e – a partire dal XIX secolo –  negli USA.  
Negli USA si è formata dalle gang di immigrati irlandesi, ed opera nelle principali città statunitensi, tra cui Boston (Charlestown Mob e Winter Hill Gang), New York (The Westies), San Francisco, New Orleans, Cleveland, Philadelphia, Providence, Kansas City, St. Louis, Atlantic City, e Chicago. In Canada, opera la West End Gang di Montréal.

## Irlanda
L'organizzazione è molto radicata anche nel territorio irlandese che iniziò la propria ascesa negli anni '70. Figure importanti sono Christy Kinahan e Gerry Hutch i quali si fronteggiano per il controllo del narcotraffico a Dublino. Kinahan coordina le operazioni dalla sua villa in Spagna a Marbella, mentre Hutch (tramite un'attività di copertura) noleggia limousine. Ha influenza nel mondo della boxe e delle arti marziali miste.
Il 26 giugno 1996 il gruppo uccise Veronica Guerin, giornalista che lottò contro il narcotraffico in Irlanda.
Il 5 febbraio 2016 morì in una sparatoria David Byrne; Byrne era un lottatore marziale misto con precedenti penali e con legami col Cartello di Kinahan che venne ucciso nel Regency Hotel di Whitehall a Dublino, il movente sarebbe il conflitto in corso tra il Cartello Kinahan e la gang Hutch.

## Boston

### Proibizionismo
Boston ha una lunga storia per quanto riguarda la mafia di importazione irlandese, in particolare nei quartieri a maggioranza irlandese di Somerville, Charlestown, e South Boston ("Southie"), dove i primi gangster irlandesi si organizzarono durante il periodo del proibizionismo. Frank Wallace della Gustin Gang dominò il malaffare di Boston fino alla sua morte nel 1931, quando fu ammazzato da gangster italiani nel North End (in seguito la morte del malavitoso Charles "King" Solomon nel 1933 avrebbe assicurato il controllo del malaffare di Boston da parte del boss Philip Bruccola fino al 1954). Numerose guerre tra gang rivali all'interno della stessa comunità irlandese durante i primi anni del XX secolo ne favorirono il declino.

### La Winter Hill Gang
La Winter Hill Gang, una confederazione di gruppi criminali dell'area di Boston, fu una delle più importanti organizzazioni criminali dell'area dagli anni sessanta fino alla metà degli anni novanta. Il nome deriva dal quartiere di Winter Hill di Somerville (Massachusetts), a nord della città. Fu fondata dal boss James "Buddy" McLean. Un altro boss importante del gruppo era Nicholas "Ragin' Indian" McGibbon.
Oltre ad essere collegati alle più classiche attività criminali di quel periodo, i membri della Winter Hill erano conosciuti anche perché gestivano le scommesse illegali sulle corse dei cavalli in tutto il nord-est degli Stati Uniti. Ventuno membri del gruppo, incluso il boss Howie Winter, furono condannati dalla corte federale nel 1979. La gang fu poi presa in mano da James J. "Whitey" Bulger e dal killer Stephen J. "The Rifleman" Flemmi, che era mezzo italiano e mezzo irlandese. Questa gang, tra l'altro, giocò un ruolo centrale nelle guerre di mafia di Boston a cavallo degli anni sessanta tra il boss James McLean e la Charlestown Mob di Bernard McLaughlin

### Le guerre di mafia irlandesi
Le guerre di mafia irlandesi furono una serie di conflitti intercorsi tra le due organizzazioni dominanti nel Massachusetts all'interno della comunità irlandese: la Charlestown Mob (mafia di Charlestown) di Boston, guidata da Bernard e Edward "Punchy" McLaughlin, e la Winter Hill Gang di Somerville (località a nord di Boston) guidata da James "Buddy" McLean. La guerra provocò lo sradicamento dell'intera mafia di Charlestown, con tutti i suoi leader ammazzati o incarcerati, e la morte del boss Buddy McLean, al quale succedette il suo braccio destro Howie Winter. Gli elementi restanti di Charlestown furono poi assorbiti all'interno della Winter Hill Gang, che divenne così il gruppo irlandese dominante nell'area del New England.

### Anni recenti
Durante gli anni settanta e ottanta, gli uffici della FBI di Boston subirono le infiltrazioni da agenti federali corrotti, come John J. Connolly. Il boss James J. Bulger usò la sua condizione di informatore contro i rivali. Questo è lo sfondo del libro Black Mass. Si crede che la Winter Hill Gang, o quello che ne è rimasto, operi ancora oggi ma con un profilo criminale e con sfere di influenza molto più bassi.

## New York

### Pre-proibizionismo
Durante l'era che precedette il proibizionismo, le gang di strada irlandesi come i Forty Thieves, i Dead Rabbits e i Whyos, dominarono il malaffare di New York per quasi un secolo prima di fare i conti con l'arrivo di altri gruppi, in primis gli italiani e gli ebrei durante gli anni 1880 e 1890. Fra i leader dominanti si rircordano Monk Eastman della Eastman Gang, Hudson Dusters della Gopher Gang.
Con l'avanzata delle famiglie italiane, tra cui i Morello, e con l'attività della Mano Nera, le gang irlandesi cominciarono a perdere il predominio nell'area di New York (si ricorda in questo periodo la White Hand Gang durante i primi anni del XX secolo). A causa di leader instabili, i gruppi irlandesi cominciarono pian piano a soccombere a favore di quelli italiani, mentre gli omicidi dei boss Dennis "Dinny" Meehan, "Wild" Bill Lovett e Richard "Peg Leg" Lonergan causarono la disgregazione della "White Hand" verso la metà degli anni venti; in questo periodo emersero i gangster italiani, tra cui Vincent Mangano, Albert "Mad Hatter" Anastasia, e Joe Adonis.

### Proibizionismo a New York
Durante i primi anni del proibizionismo, "Big" Bill Dwyer emerse tra molti nell'area di New York come affermato malavitoso. In seguito, dopo il suo arresto e il processo per violazione del Volsted Act durante il 1925 e il 1926, gli affiliati del suo gruppo si divisero: da un lato il gruppo di Owney "The Killer" Madden, un ex leader della Gopher Gang, e di Frank Costello (nato "Francesco Castiglia"), dall'altro quello di Jack "Legs" Diamond, "Little" Augie Pisano, Charles "Vannie" Higgins e Vincent "Mad Dog" Coll.

### Gli anni del dopoguerra e i Westies
The Westies è il nome di un gruppo criminale irlandese del West Side di Manhattan, New York, originario in particolare dell'area di Hell's Kitchen. I principali membri del gruppo erano Edward O'Neill, James Coonan, Mickey Featherstone, e Samuel Guard II. Durante gli anni settanta erano alleati con la famiglia Gambino. Coonan era inoltre affiliato a Roy DeMeo. Si suppone che Demeo abbia poi fatto ammazzare il boss dei Westies Mickey Spillane per far diventare capo del gruppo lo stesso Coonan. Questi fu poi incarcerato nel 1986 con il Racketeer Influenced and Corrupt Organizations Act, a seguito di molte accuse di omicidio.
Mickey Featherstone divenne informatore dopo il suo arresto nei primi anni ottanta.
Per quanto riguarda Edward O'Neill, poco si conosce su di lui, ed è scomparso con la sua famiglia senza lasciare tracce.
Vincent "Mad Dog" Coll è spesso descritto come uno dei primi membri dei Westies, sebbene il tipo di vita che conduceva, abbastanza solitaria, non ne ha mai permesso una collocazione precisa all'interno della mafia irlandese dell'epoca.

## Philadelphia
Negli anni che seguirono la seconda guerra mondiale, la K&A Gang, banda irlandese operante in Philadelphia, era il gruppo dominante dell'area. Il gruppo si originò da una banda di strada che operava tra la Kensington e la Allegheny, che crebbe estendendo la propria influenza, durante i primi anni ottanta, a tutta la città e i propri affari nel gioco d'azzardo, usura e furti.
Il gruppo ha continuato ad operare fino agli anni novanta. Si crede che molti dei suoi membri siano collegati a numerosi omicidi e tentati omicidi di boss italiani di Philadelphia avvenuti negli ultimi anni. Negli anni duemila sembra che il gruppo abbia ridotto la sua sfera di influenza, nonostante molte delle sue attività siano oggi riconducibili a rapporti con la Irish Republican Army, la Biker gang, la Roofers Union, la mafia polacca e la mafia ebraica. I principali membri della storia del gruppo sono:
- The Kirby Brothers
- Joseph Wigerman
- Edward Burke
- Francis Brewer
- Chick Goodroe
- Lester Joseph Gillisis Baby Face Nelson
- Edward Falkner (Dixie Mafia)
- Carlton C Russell (Dixie Mafia)
- Will Snell (Dixie Mafia)

## Chicago
Quali successori dell'impero criminale di Michael Cassius McDonald, i gruppi irlandesi erano all'apice della loro influenza durante il periodo del proibizionismo a Chicago, specializzati soprattutto in contrabbando di alcolici e rapine. In ogni caso, essi sarebbero stati presto soppiantati dai gruppi ebrei e dai boss italiani, in particolar modo Al Capone e la sua Chicago Outfit. Le organizzazioni esistenti prima dell'era del proibizionismo erano la North Side Gang, rappresentata da personaggi come Dion "Deanie" O'Banion, George "Bugs" Moran, and Louis "Two-Gun" Alterie, i Southside O'Donnell Brothers, i Westside O'Donnell's, i Ragen's Colts, i Valley Gang, Roger Touhy, Frank McErlane e James "Big Jim" O'Leary; erano tutti in contrapposizione con Al Capone per il controllo delle attività illecite. Alla fine questi gruppi furono tutti soppiantati dagli italiani.
Nel 2000 fece scalpore il caso del malavitoso irlandese Rory Patrick Murphy che, a soli vent'anni, torturò ed uccise membri delle mafie russa, colombiana e italiana. Si crede, inoltre, che Murphy abbia assassinato il capo del temibile gruppo di Thornton, Jakob Parry Driscal, un altro giovane violento. Murphy non è mai stato condannato per questi crimini ed è considerato, ad oggi, uno dei più efferati killer al soldo della mafia irlandese.

## Elementi di spicco della Mafia Irlandese negli USA e nel Mondo
East coast
- Daniel O'Leary
- Ruaraidh 'The General' Fitzpatrick
- Danny Walsh

Midwest
- Danny Greene
- John Patrick Looney

Southeast
- George Horace (Kid) McCoy
- Carlton C Russell "The General"
- Johnny Bouhan

Northeast
- "Dapper" Danny Hogan
- "Big" Ed Morgan
- Thomas W. Banks.

Europa
- Patrick O'Meara
- Declan O'Sullivan
- Michael McCarthy
- Aodh MacCarthai

Australia
- Lewis Moran e i suoi figli Mark e Jason Moran
- Carl Williams